# Jutta Hipp with Zoot Sims
Jutta Hipp with Zoot Sims è un album della pianista Jutta Hipp con Zoot Sims, pubblicato dalla Blue Note Records nel 1956. Il disco fu registrato il 28 luglio 1956 al Van Gelder Studio di Hackensack, New Jersey (Stati Uniti).

## Tracce
Lato A
1. Just Blues (Zoot Sims)
2. Violets for Your Eyes (Matt Dennis, Tom Adair)
3. Down Home (Jerry Lloyd)

Lato B
1. Almost Like Being in Love (Al Lerner, Frederick Loewe)
2. Wee-Dot (J.J. Johnson, Leo Parker)
3. Too Close for Comfort (George David Weiss, Jerry Bock, Lawrence Holofcener)

Edizione CD del 1996, pubblicato dalla Blue Note Records
1. Just Blues – 8:39 (Zoot Sims)
2. Violets for Your Eyes – 6:07 (Matt Dennis, Tom Adair)
3. Down Home – 6:38 (Jerry Lloyd)
4. Almost Like Being in Love – 6:12 (Al Lerner, Frederick Loewe)
5. Wee-Dot – 7:25 (J.J. Johnson, Leo Parker)
6. Too Close for Comfort – 6:48 (George David Weiss, Jerry Bock, Lawrence Holofcener)
7. These Foolish Things – 6:10 (Harry Link, Holt Marvell, Jack Strachey) – Bonus Track
8. 'S Wonderful – 5:54 (George Gershwin, Ira Gershwin) – Bonus Track

## Musicisti
- Zoot Sims - sassofono tenore
- Jutta Hipp - pianoforte
- Jerry Lloyd - tromba
- Ahmed Abdul-Malik - contrabbasso
- Ed Thigpen - batteria[4]